# Sylvia Acevedo
Sylvia Acevedo (nascida em 1956/1957) é uma engenheira e empresária americana. Ela foi a directora executiva (CEO) da Girl Scouts of the USA de 2016 a 2020. Engenheira de sistemas de educação, ela começou a sua carreira no Jet Propulsion Laboratory da NASA, onde trabalhava com a equipa da Voyager 2. Ela ocupou cargos executivos na Apple, Dell e Autodesk. Em 2018, Acevedo foi incluída numa lista da Forbes das "50 melhores mulheres em tecnologia da América". Ela foi a fundadora, juntamente com 3 outras pessoas, da REBA Technology, uma empresa infiniband que foi vendida e também a fundadora e CEO da CommuniCard.